# Сјета
Сјета (фр. Cieutat) насеље је и општина у јужној Француској у региону Миди Пирене, у департману Горњи Пиринеји која припада префектури Бањер де Бигор.
По подацима из 2011. године у општини је живело 599 становника, а густина насељености је износила 31,9 становника/km². Општина се простире на површини од 18,78 km². Налази се на средњој надморској висини од 584 метара (максималној 589 m, а минималној 327 m).

## Демографија
| 1962. | 1968. | 1975. | 1982. | 1990. | 1999. | 2011. |
| ----- | ----- | ----- | ----- | ----- | ----- | ----- |
| 419   | 470   | 457   | 509   | 539   | 518   | 599   |

График промене броја становника у току последњих година